# Новый Мултан (Кизнерский район)
Новый Мултан — деревня в Кизнерском районе Удмуртской республики.

## География
Находится в юго-западной части Удмуртии на расстоянии приблизительно 18 км на северо-восток по прямой от районного центра поселка Кизнер.

## История
Известна с 1802 года как Малый Мултан с 13 дворами. В 1873 году 42 двора, в 1893 — 63, в 1905 — 77, в 1926 — 73. До 2021 года входила в состав Короленковского сельского поселения.

## Население
Постоянное население составляло: 59 мужчин (1802 год), 301 человек (1873), 368 (1893, все удмурты), 401 (1905), 349 (1926), 181 в 2002 году (удмурты 100 %), 100 в 2012.